# 里約弗里奥
里約弗里奥（英語：Rio Frio）是美國德克薩斯州雷亞爾縣東南部一個非建制地區，其海拔為452米（1483英尺）。當地位於縣治利基市（Leakey）南部，並以其所在的弗里奥河（Frio River）命名。里約弗里奥設有一所郵政局，而其美國郵遞區號則是78879。